# Geschubde muisspecht
De geschubde muisspecht (Lepidocolaptes squamatus) is een zangvogel uit de familie der ovenvogels (Furnariidae).

## Kenmerken
De geschubde muisspecht heeft een bruine kop met witachtig supercilium en een dunne naar beneden gebogen snavel. De bovenkant van de vogel is roodbruin en de onderzijde bruin met witte strepen. De keel is wit van kleur. De staart en vleugels zijn roodkleurig. De snavelkleur is roze. De lichaamslengte bedraagt 19 centimeter.

## Verspreiding en leefgebied
Deze vogel is endemisch in Brazilië en telt twee ondersoorten:
- L. s. squamatus: zuidoostelijk Brazilië (Bahia, Minas Gerais, Rio de Janeiro en São Paulo).
- L. s. wagleri: oostelijk Brazilië (Piauí, Bahia en Minas Gerais).

De natuurlijke habitats zijn subtropische of tropische laagland bossen, subtropische of tropische bergbossen, galerijbossen en droge bossen op een hoogte onder de 1600 meter boven zeeniveau in de biomen Atlantisch Woud, Caatinga en Cerrado.

## Status
De grootte van de populatie is niet gekwantificeerd, maar de aantallen nemen – hetzij minder snel – af. Om deze redenen staat de geschubde muisspecht als niet bedreigd op de Rode Lijst van de IUCN.